# Drassyllus proclesis
Drassyllus proclesis är en spindelart som beskrevs av Chamberlin 1922. Drassyllus proclesis ingår i släktet Drassyllus och familjen plattbuksspindlar. Inga underarter finns listade i Catalogue of Life.